# XHSON-FM
XHSON-FM es una estación de radio que transmite desde Ciudad de México, México. Transmite en los 100.9 MHz de la banda de frecuencia modulada con una potencia de 100 kW de potencia.
Desde 2004 es conocida como Beat 100.9.

## Historia
XHSON-FM es la segunda emisora en FM operada originalmente por Núcleo Radio Mil (hoy NRM Comunicaciones). Su concesión fue solicitada en 1958 por la empresa Vocero Hispano-Mexicano S.A. de C.V., concesionaria de XEBS-AM 1410 kHz y dada a conocer el 7 de febrero de 1959 por el Diario Oficial de la Federación, inició sus transmisiones bajo el indicativo nominal XEBS-FM en la frecuencia de 89.7 MHz el 18 de abril de 1968, con el nombre La Chica Musical transmitiendo balada contemporánea en español e inglés. En 1973 intercambia su frecuencia con XEOY-FM que estaba en 100.9 MHz, para establecerse definitivamente en la misma.
En 1977 cambió su nombre a Sonomil transmitiendo música disco y onda Discotheque con el lema “El nuevo sonido juvenil en FM”; para 1978 fue conocida como Sonomil 101 y cambia su indicativo de XEBS-FM a XHSON-FM.
Del 1 de septiembre de 1983 al 31 de mayo de 1984, XHSON-FM fue conocida como Proyecto 101, siendo una transición hacia Rock 101.
El 1 de junio de 1984, la emisora se transforma en Rock 101, con el lema “Puro, total y absoluto rock”, con una programación dedicada al rock en inglés no comercial y experimental, géneros prácticamente desconocidos en México durante las décadas de 1960 y 1970 y a principios de la década de 1980. Igualmente dio cabida al rock en español creado en diferentes países de habla hispana para impulsar más adelante, de manera indirecta, el movimiento mexicano llamado «Rock en tu idioma», asimismo se inicia el trámite para cambiar el indicativo por XHROK-FM, siendo aprobado hasta 1994.
En agosto de 1996, debido a algunos problemas en la emisora y a las decisiones tomadas por ejecutivos de Núcleo Radio Mil, se decide cancelar Rock 101 y la estación cambia para transmitir música Techno bajo el nombre Código 100.9, regresando a su distintivo de llamada anterior, XHSON-FM.
Durante un breve período, bajo la dirección de Luis Gerardo Salas, se tomó el nombre de 100.Nueva Era, con programación enfocada a la música electrónica, siendo un concepto predecesor a Beat 100.9.
El 8 de enero de 1999 se traslada el formato de música tropical Sabrosita, fundado el 22 de abril de 1995 en XEPH-AM 590 kHz, Sabrosita es un formato dedicado a los géneros que conforman la música latina y tropical, como salsa, merengue, cumbia, danzón, son, vallenato, entre otros.
El 20 de septiembre de 2004, tras el retorno del concepto Sabrosita a XEPH-AM (antes durante las dos semanas previas a dicha fecha, Sabrosita se transmitió en ambas frecuencias), se inaugura Beat 100.9, una marca dedicada a todos los géneros derivados de la música electrónica de baile.
Basándose en el concepto de la emisora, se han organizado espectáculos musicales, contando en ellos con Tiësto, Armin van Buuren, Ferry Corsten, Paul van Dyk, Dash Berlin, Roger Shah, Markus Schulz, Kyau & Albert, entre otros. Así también, se han organizado eventos de promoción como Beat Teens y Campus 100.9.
Beat 100.9 posee una alianza con la discográfica Mas Label Multimedia tanto para la transmisión de los programas radiales de personajes famosos de la música electrónica, como para la producción de discos del mismo género, conocidos comercialmente como Sector Beat.
Igualmente, han sido realizadas actividades de beneficio social por la administración de la emisora, entre ellas destacan Natural Beat, destinado a la reforestación de áreas deforestadas de la Ciudad de México; y la colecta de alimentos para perros, llevada a cabo en conjunto con asociaciones protectoras de animales.

## Productor
- Lic. Héctor "Negro" Salcedo

## Locutores

### Actuales
- Frank
- Wallace
- Negro Salcedo
- André
- María Purísima
- Edith

### Anteriores
- Blanca Ávila

#### Rock 101
- Lynn Fainchtein
- Iñaki Manero
- Jaime Pontones
- Jordi Soler
- Georgi Lazarov
- Cecilia Pérez Gasga
- Dominic Peralta
- Clauzzen Hernández
- Luis Gerardo Salas

#### Sabrosita
- Manuel Durán
- Claudia González
- Manuel Hernández Camarena
- Érika Macín
- Tatiana Nogueira
- Sandra Pérez
- Gerardo Ramírez
- Javier Romero
- Andrés Rosales
- Karina Santillán
- Francisco Suárez
- Fernanda Tapia
- Alejandro Zuarth